# روكي هايندز
روكي هايندز (بالإنجليزية: Rocky Hinds)‏ هو لاعب كرة قدم أمريكية أمريكي، ولد في 13 فبراير 1986 في لوس أنجلوس في الولايات المتحدة.